# Inevitable End
Inevitable End är ett svenskt death metal-band från Jönköping, bildat år 2003 och signerat av Relapse Records.

## Historia
Inevitable End startade år 2003 som en kristen grupp som starkt påverkades av thrash metal och har sedan dess utvecklats till att vara fast förankrat i death metal-genren. Bandet släppte två demor, 2004 och 2006, men efter några år inom thrash metal flyttade bandet från Jönköping till Göteborg där de genomgick några kritiska line up-förändringar.
Med ett nybyggt medlemskap tillbringade bandet större delen av 2007 i studio. Efter att ha finslipat till den nya genren, death metal och grindcore, och skrivit in sig hos Relapse Records, påbörjade bandet produktionen av sitt första album, The Severed Inception, som gavs ut år 2009.
År 2011 släpptes albumet The Oculus, som webbtidningen Spirit of Metal mottog som "galenskap" för dess unika mix av diverse extrem metal-element och en punk-liknande aggressivitet; "Det är ganska ovanligt för alla metalfans att hitta ett band som tar fram det tuffaste och galnaste av death metal samtidigt som det tillhör den kristna tron. Det är därför death- och grind-titanen Inevitable End kan ses som en ganska sällsynt fångst. The Oculus ger 13 anledningar till varför alla högtalare och hörlurar bör akta sig för den metalliska galenskapen som väntar dem."
Utöver Sverige har Inevitable End turnerat i Norge, Finland, Tjeckien och Schweiz. Sedan 2020 har bandet pausat sin verksamhet.

## Medlemmar
Nuvarande medlemmar
- Christoffer "Toffy" Jonsson – sång
- Marcus Bertilsson – gitarr
- Johan Ylenstrand – basgitarr
- Savage (Johan Olsson) – trummor

Tidigare medlemmar
- Emil Westerdahl – basgitarr
- Christoffer Jonsson – trummor
- Joakim Malmborg – gitarr, trummor (?–2011)
- Jonas Arvidson – gitarr
- Magnus Semerson – sång
- Andreas Gerdén – sång (?–2011)
- Joakim Bergquist – sång, basgitarr

## Diskografi
Demo
- 2004 – Inevitable End
- 2006 – Reversal

Studioalbum
- 2009 – The Severed Inception
- 2011 – The Oculus